# Episodi de Il commissariato Saint Martin (terza stagione)
La terza stagione della serie televisiva Il commissariato Saint Martin è stata trasmessa in anteprima in Francia dalla France 2 tra il 19 marzo 1999 e il 12 novembre 1999.
| nº | Titolo originale   | Titolo italiano | Prima TV Francia | Prima TV Italia |
| -- | ------------------ | --------------- | ---------------- | --------------- |
| 1  | Baby-sitter        |                 | 19 marzo 1999    |                 |
| 2  | Premier amour      |                 | 19 marzo 1999    |                 |
| 3  | Casting            |                 | 26 marzo 1999    |                 |
| 4  | Flagrant délit     |                 | 26 marzo 1999    |                 |
| 5  | Planques           |                 | 2 aprile 1999    |                 |
| 6  | Descente de police |                 | 2 aprile 1999    |                 |
| 7  | Drague             |                 | 8 ottobre 1999   |                 |
| 8  | Canal              |                 | 15 ottobre 1999  |                 |
| 9  | Délit de fuite     |                 | 22 ottobre 1999  |                 |
| 10 | Tango              |                 | 29 ottobre 1999  |                 |
| 11 | Maternité          |                 | 5 novembre 1999  |                 |
| 12 | Dimanche           |                 | 12 novembre 1999 |                 |